# Tetrabrachiidae
Tetrabrachiidae (Voelsprietvissen) zijn een familie van straalvinnige vissen uit de orde van Vinarmigen (Lophiiformes).

## Geslachten
- Tetrabrachium Günther, 1880
- Dibrachichthys Pietsch, J. W. Johnson & R. J. Arnold, 2009